# 12 de Novembro
12 de Novembro (port. für „12. November“) ist eine osttimoresische Aldeia. Sie liegt im Süden des Sucos Santa Cruz (Verwaltungsamt Nain Feto, Gemeinde Dili). Ihren Namen hat die Aldeia vom 12. November 1991, dem Tag des Santa-Cruz-Massakers durch indonesische Soldaten. In 12 de Novembro leben 1490 Menschen (2015).

## Lage und Einrichtungen

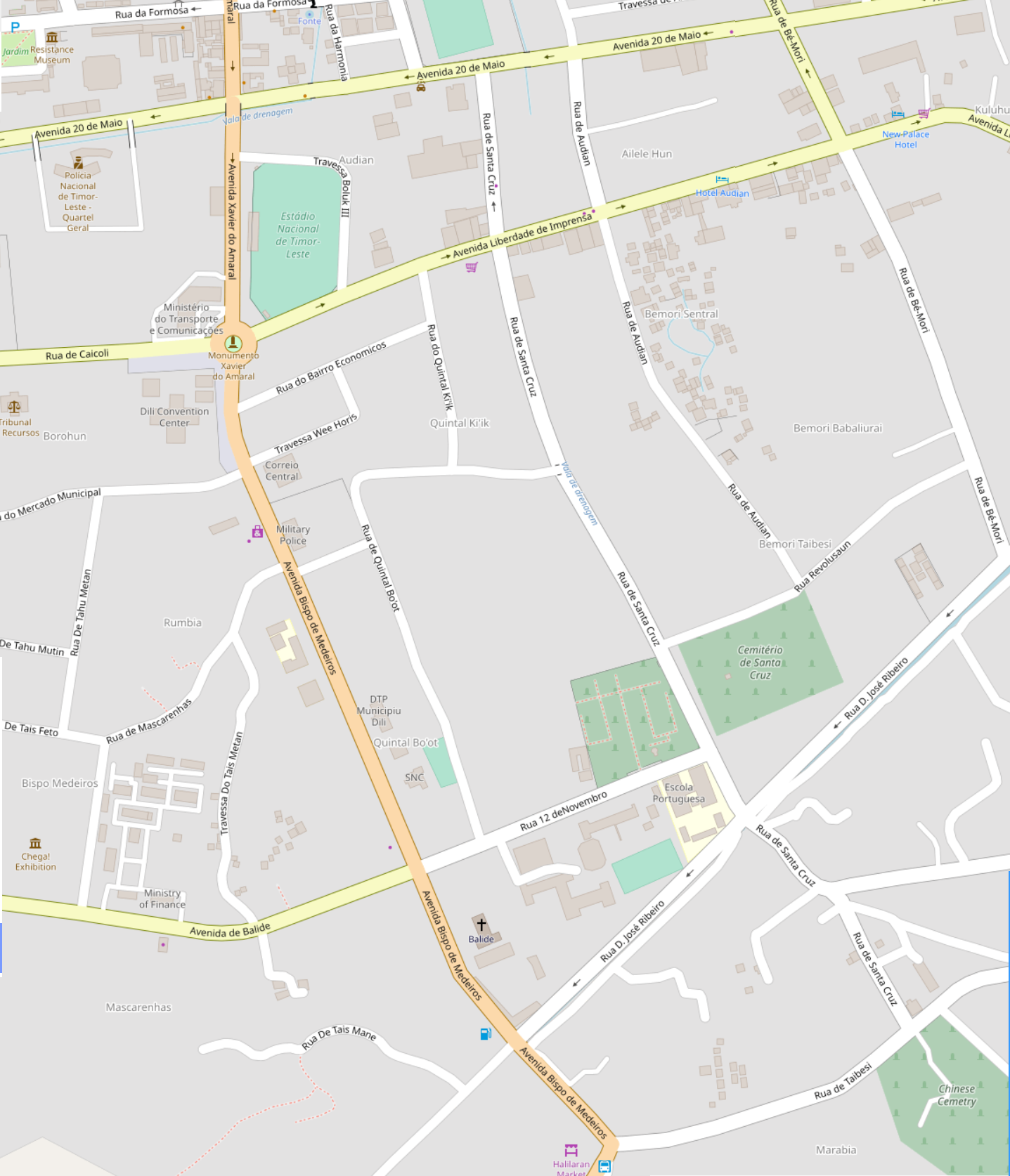
Straßenkarte von Santa Cruz

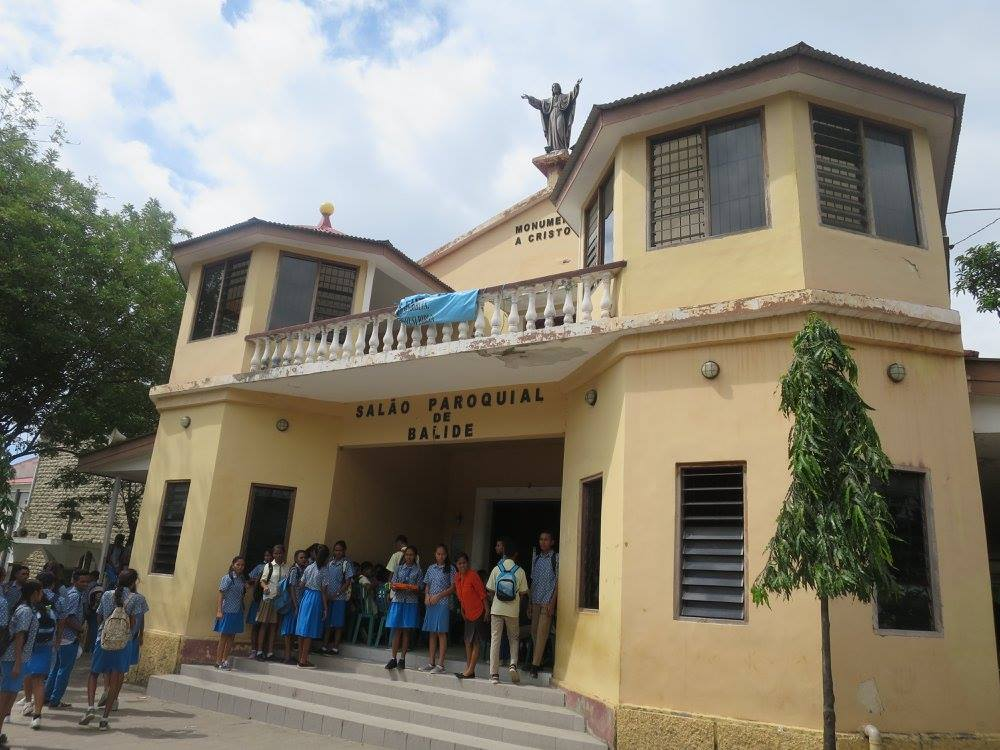
Pfarrsaal von Balide

Südlich von 12 de Novembro, jenseits der Rua Dom José Ribeiro, liegt der Suco Lahane Oriental, westlich der Avenida Bispo Medeiros die Sucos Lahane Ocidental und Mascarenhas. Daran grenzt die Aldeia 4 de Setembro. Sie liegt nördlich der Rua 12 de Novembro und reicht bis zur Rua de Quintal Bo'ot, wo 12 de Novembro über die Rua 12 de Novembro hinaus bis zur Aldeia 25 de Abril reicht. Östlich befinden sich die Aldeias 7 de Dezembro und jenseits der Rua de Santa Cruz die Aldeia Donoge.
Der Teil von 12 de Novembro zwischen Rua Dom José Ribeiro und Rua 12 de Novembro bildet den Osten des historischen Stadtteils Balide. Hier befindet sich die Kirche Imaculada Conceição de Balide, die Universidade Católica Timorense São João Paulo II., das Colégio de São José, das Seminário Maior de Balide, die Grundschule São José (Escola Primaria Katolica Balide) und die Escola Portuguesa Ruy Cinatti.